# Nuvem de Oort

Representação artística da nuvem de Oort e do cinturão de Kuiper. Os tamanhos de objetos individuais foram exagerados para melhor visibilidade.

A nuvem de Oort, também chamada de nuvem de Öpik-Oort, é uma nuvem esférica de planetesimais voláteis que se acredita localizar-se a cerca de 50 000 UA, ou  quase um ano-luz, do Sol. Isso significa que ela está a aproximadamente um quarto da distância a Proxima Centauri, a estrela mais próxima do Sol. O cinturão de Kuiper e o disco disperso, as outras duas regiões do Sistema Solar que contêm objetos transnetunianos, localizam-se a menos de um milésimo da distância estimada da nuvem de Oort. A parte externa da nuvem de Oort define o limite cosmográfico do Sistema Solar e a região de influência gravitacional do Sol.
Acredita-se que a nuvem de Oort, que recebe o seu nome graças ao astrônomo neerlandês Jan Oort, compreenda duas regiões distintas: uma parte externa esférica e uma parte interna em forma de disco, ou nuvem de Hills. Os objetos da nuvem de Oort são compostos principalmente por voláteis como gelo, amônia e metano.
Os astrônomos conjecturam que a matéria que compõe a nuvem de Oort tenha se formado perto do Sol, nos primeiros estágios da formação do Sistema Solar, e tenha se  espalhado pelo espaço devido aos efeitos gravitacionais dos planetas gigantes.
Embora não se tenha feito nenhuma observação direta da nuvem de Oort, ela pode ser a fonte de todos os cometas de longo período e de tipo Halley que entram no Sistema Solar interior, além de muitos centauros e cometas de Júpiter. A parte externa da nuvem de Oort é pouco influenciada pela gravidade do Sol, e isso faz com que outras estrelas e a própria Via Láctea possam interferir na órbita de seus objetos dentro da nuvem e mandá-los para o Sistema Solar interior. Dependendo de suas órbitas, a maioria dos cometas de curto período do Sistema Solar pode ter vindo do disco disperso, mas alguns podem ter se originado na nuvem de Oort.

## Hipóteses
Em 1932, o astrônomo estoniano Ernst Öpik postulou que os cometas de período longo se originaram numa nuvem que orbitava nos confins do Sistema Solar. A ideia foi retomada em 1950 pelo astrônomo holandês Jan Oort, de modo independente, para resolver um paradoxo. Ao longo da existência do Sistema Solar, as órbitas dos cometas são muito instáveis, e eventualmente a dinâmica determina que um cometa colida contra o Sol ou um planeta ou seja ejetado do Sistema Solar devido às perturbações  planetárias. Adicionalmente, sua composição volátil faz com que, em suas repetidas aproximações do Sol, a radiação gradualmente vaporize as substâncias voláteis, até que o cometa se divida ou adquira uma casca isolante que freia a desgaseificação. Assim, Oort sugeriu que os cometas não poderiam ter se formado na sua órbita atual, e que deveriam ter permanecido durante quase toda a sua existência num depósito afastado destes corpos celestes.
Existem dois tipos de cometas: os de período curto (também chamados cometas eclípticos) e os de período longo (cometas quase isotrópicos). Os cometas eclípticos possuem órbitas relativamente pequenas (menos de 10 UA) e seguem o plano eclíptico, o plano em que se posicionam os planetas. Os cometas de longo período possuem órbitas muito grandes, da ordem de milhares de UA, e surgem de todas as direções do céu. Oort notou que havia um pico na quantidade de cometas de longo período com afélio (a sua maior distância do Sol) de aproximadamente 20 000 UA, o que sugeria um depósito àquela distância, com uma distribuição isotrópica, esférica. Os escassos cometas que possuem afélios de 10 000 UA devem ter passado por uma ou mais órbitas no Sistema Solar e tiveram suas órbitas empurradas para dentro pela gravidade dos planetas.

## Composição e estrutura

Distância presumida da Nuvem de Oort comparada com o restante do Sistema Solar.

Acredita-se que a nuvem de Oort ocupe um vasto espaço desde 2 000 ou 5 000 UA até 50 000 UA do Sol, embora algumas fontes situem o seu limite entre 100 000 UA e 200 000 UA. A nuvem de Oort pode ser dividida em duas regiões: a nuvem de Oort exterior (20 000 - 50 000 UA), esférica, e a nuvem de Oort interior (2 000 - 20 000 UA), que tem forma toroidal. A nuvem exterior está pouco ligada ao Sol e é a fonte da maior parte dos cometas de período longo (e possivelmente os do tipo Halley) para o interior da órbita de Netuno. A nuvem interior também é conhecida como nuvem de Hills, em homenagem a J. G. Hills, o astrônomo que propôs a sua existência em 1981. Os modelos predizem que a nuvem interior deve possuir dezenas ou centenas de vezes mais núcleos cometários do que a nuvem exterior; a nuvem de Hills parece ser uma fonte de novos cometas para a nuvem exterior à medida que eles vão gradualmente se esgotando, e explica a existência da nuvem de Oort após bilhões de anos.
Acredita-se que a nuvem de Oort possa abrigar trilhões de cometas de mais de 1 quilômetro de diâmetro e bilhões com magnitude absoluta mais brilhante que 11, correspondente a aproximadamente 20 km de diâmetro, A massa total da nuvem de Oort não é conhecida, mas tomando o cometa Halley como protótipo de cometa da nuvem exterior, estima-se que a massa seria de 3 x 1025 quilogramas, cerca de cinco vezes a da Terra. Anteriormente, acreditava-se que a sua massa poderia alcançar até 380 vezes a massa terrestre, mas a atual compreensão da distribuição de tamanhos dos cometas de período longo reduziu as estimativas. A massa da nuvem de Oort interior continua desconhecida.
Considerando os cometas analisados como estimativa dos que se encontram na nuvem de Oort, a grande maioria deles seria formada por gelo, metano, etano, monóxido de carbono e ácido cianídrico. Contudo, a descoberta do asteroide "1996 PW", um objeto cuja aparência era consistente com um asteroide tipo D, numa órbita típica de um cometa de período longo, inspirou pesquisas teóricas que sugerem que a população da nuvem de Oort consista em 1 a 2% de asteroides. Análises de isótopos de carbono e nitrogênio revelam que quase não existem diferenças entre os cometas da nuvem de Oort e os cometas de Júpiter, apesar das prováveis enormes distâncias que os separam. Este fato sugere que todos eles se formaram na nuvem protossolar, uma conclusão também suportada por estudos de tamanho granular em cometas da nuvem de Oort, assim como pelo recente estudo do impacto do cometa 9P/Tempel 1.

## Origem
Acredita-se que a nuvem de Oort tenha sido formada como remanescente do disco protoplanetário que se originou em torno do Sol há 4,6 bilhões de anos. A hipótese mais aceita é que os objetos da nuvem de Oort formaram-se muito mais perto do Sol, no mesmo processo que criou os planetas e os asteroides, mas as interações gravitacionais com os jovens gigantes gasosos como Júpiter expulsaram estes objetos para longas órbitas elípticas ou parabólicas. Pesquisa recente citada pela NASA lança a hipótese de que um grande número de objetos da nuvem de Oort é produto da troca de materiais entre o Sol e suas estrelas irmãs, quando elas se formaram e se separaram, e sugere que muitos – possivelmente a maioria – dos objetos da nuvem de Oort não foram formados nas proximidades do Sol. Simulações da evolução da nuvem de Oort desde a formação do Sistema Solar até a atualidade sugerem que a sua massa chegou ao máximo 800 milhões de anos após a sua formação, época em que o ritmo de acreção e colisões decresceu e a perda de material superou os ganhos.
Os modelos realizados pelo astrônomo uruguaio Julio Ángel Fernández sugerem que o disco disperso, que é a principal fonte de cometas periódicos do Sistema Solar, poderia ser também a principal fonte dos objetos da nuvem de Oort. De acordo com os modelos, cerca de metade dos objetos dispersados viaja para a nuvem de Oort, um quarto deles fica orbitando Júpiter, e outro quarto sai expulso em órbitas parabólicas. O disco disperso pode ainda estar alimentando a nuvem de Oort, proporcionando-lhe novo material. Calcula-se que, ao cabo de 2,5 bilhões de anos, um terço dos objetos do disco disperso acabará na nuvem de Oort.
Os modelos computacionais sugerem que as colisões dos entulhos dos cometas ocorridas durante o período de formação desempenharam um papel muito mais importante do que anteriormente se acreditava. De acordo com estes modelos, durante as fases iniciais do Sistema Solar sucedeu tal quantidade de colisões que a maioria dos cometas foi destruída antes de atingir a nuvem de Oort. Assim, a massa acumulada atualmente na nuvem de Oort é muito menor do que se suspeitava. A massa estimada da nuvem de Oort é somente uma pequena parte das 50-100 massas terrestres de material expulso.
A interação gravitacional de outras estrelas e a maré galáctica modificaram as órbitas dos cometas, fazendo-as mais circulares. Isto explica a forma quase esférica da nuvem de Oort exterior. Por outro lado, a nuvem de Hills, que se encontra mais ligada gravitacionalmente ao Sol, não adquiriu tal forma. Estudos recentes mostram que a formação da nuvem de Oort é compatível com a hipótese de que o Sistema Solar se formou como parte de um aglomerado de 200 a 400 estrelas. Essas primeiras estrelas do aglomerado provavelmente tiveram um papel na formação da nuvem, uma vez que o número de aproximações estelares dentro do aglomerado era muito maior do que hoje, levando a perturbações muito mais frequentes.
Em junho de 2010, Harold F. Levison e outros sugeriram, com base em simulações de computador, que o Sol capturava cometas de outras estrelas enquanto estava em seu aglomerado de nascença. Este resultado implica que uma fração substancial dos cometas da nuvem de Oort, talvez mais de 50%, venha dos discos protoplanetários de outras estrelas.

## Cometas

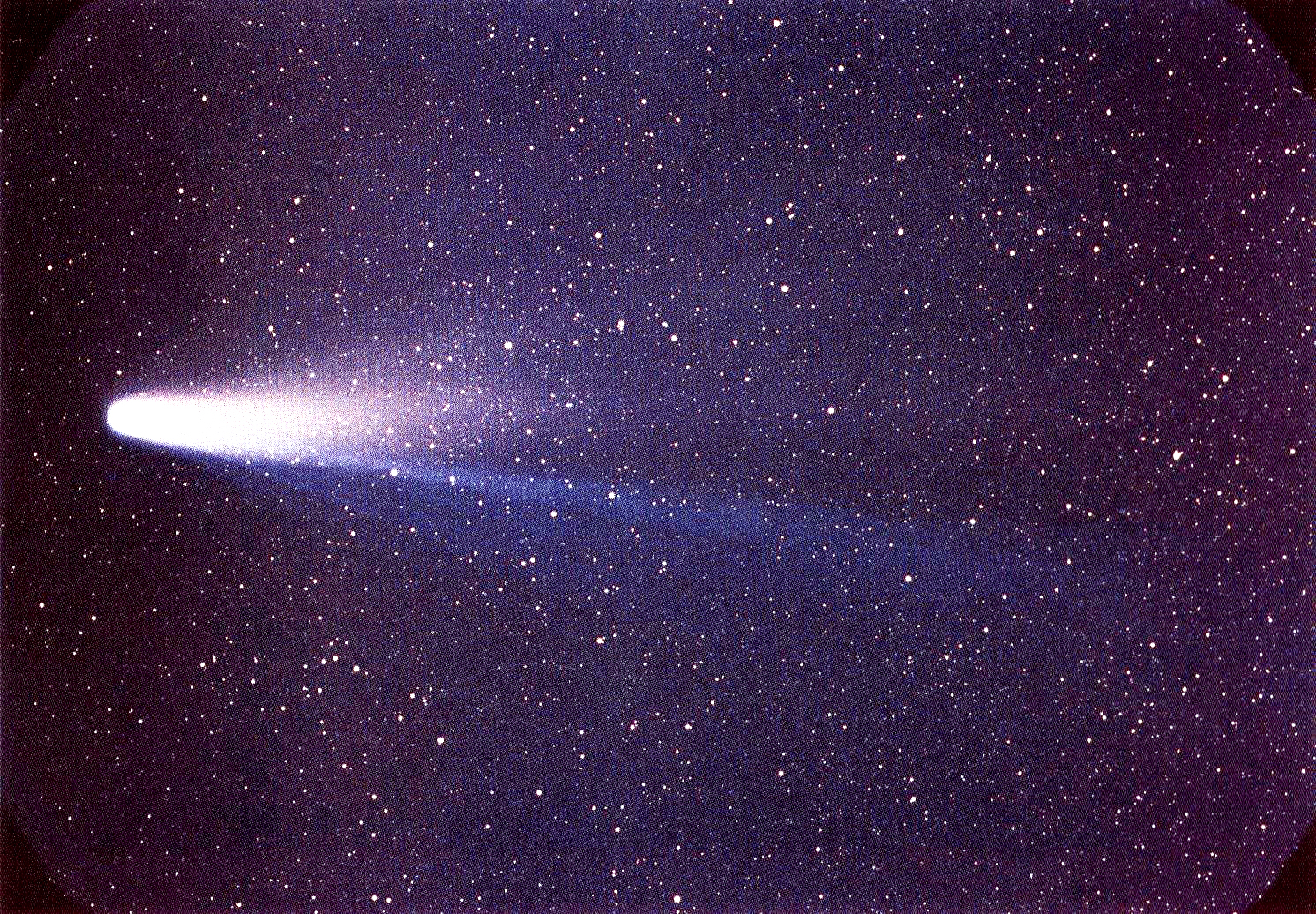
O Cometa Halley é o protótipo dos cometas tipo Halley (período curto), que se acredita terem se originado na nuvem de Oort.

Acredita-se que os cometas se originem em dois pontos distintos do Sistema Solar. Os cometas de período curto (aqueles com períodos de até 200 anos) provêm do cinturão de Kuiper ou do disco disperso, que são dois discos planos ligados entre si de detritos voláteis 30 UA além da órbita de Netuno, ambas estendendo-se até 100 UA do Sol. Cometas de período longo, como o cometa Hale-Bopp, cujas órbitas duram milhares de anos, originaram-se na nuvem de Oort. As órbitas dentro do cinturão de Kuiper são relativamente estáveis, por isso acredita-se que muito poucos cometas sejam gerados lá. Entretanto, o disco disperso é dinamicamente muito ativo, com o que é muito mais provável de ser o lugar de origem de cometas. Os cometas escapam do disco disperso e caem nos domínios gravitacionais dos planetas exteriores, tornando-se "centauros". Estes centauros, com o tempo, são enviados mais para dentro do Sistema Solar e tornam-se cometas de período curto.
Os cometas de período curto podem ser divididos em dois tipos: os da família Júpiter (com semieixos maiores de menos de 5 UA) e os da família Halley (também chamados cometas tipo Halley). Esses últimos são singulares porque se acredita que sua origem seja a nuvem de Oort e não o disco disperso. Com base em suas órbitas, sugere-se que eles fossem cometas de período longo capturados pela gravidade de planetas gigantes e enviados para o Sistema Solar interior. Este processo também pode ter criado as órbitas atuais de uma fração significativa de cometas do tipo Júpiter, embora se acredite que a maioria desses cometas se tenha originado no disco disperso.
Jan Oort apercebeu-se de que o número de cometas que retorna era muito menor que o predito pelo seu modelo, e esta questão, conhecida como “desaparecimento cometário”, ainda não foi resolvida. As hipóteses para esta discrepância apontam para a destruição dos cometas por impacto ou para a sua desagregação por forças de maré ou superaquecimento; também se sugere a perda de todos os compostos voláteis, o que tornaria invisível o cometa, ou a formação de uma camada não volátil na sua superfície. Estudos dinâmicos de cometas da nuvem de Oort mostraram que a incidência dos cometas na região dos planetas exteriores é muitas vezes maior que na dos interiores. Isto pode se dever à atração gravitacional de Júpiter, que agiria a modo de barreira, capturando os cometas e fazendo com que colidissem contra ele, como aconteceu com o cometa Shoemaker-Levy 9 em 1994.

## Forças de maré

Assim como a Lua e o Sol provocam marés nos oceanos da Terra, a nuvem de Oort também sofre forças de maré.

A maior parte dos cometas vistos perto do Sol parece ter atingido sua posição atual pela distorção gravitacional exercida pela Via Láctea. Assim como a força de maré da Lua entorta e deforma os oceanos da Terra, provocando as marés altas e baixas, a maré galáctica entorta e deforma as órbitas dos corpos no Sistema Solar exterior, puxando-as em direção ao centro da galáxia. Nas regiões mapeadas do Sistema Solar, esses efeitos são desprezíveis comparados com a gravidade do Sol. No exterior do Sistema, entretanto, a gravidade do Sol é mais fraca e o gradiente do campo gravitacional da Via Láctea tem um papel bem mais expressivo. Em virtude deste gradiente, as marés galácticas tendem a deformar uma nuvem de Oort que de outra forma seria esférica, esticando-a na direção do centro da galáxia e comprimindo-a ao longo dos outros dois eixos. Essas pequenas deformações galácticas podem ser suficientes para deslocar de suas órbitas objetos da nuvem de Oort, enviando-os em direção ao Sol. O ponto em que a gravidade do Sol perde em influência para a maré galáctica é chamado raio de truncamento da maré. Ele se localiza em um raio de 100 000 a 200 000 UA e marca o limite externo da nuvem de Oort.
Alguns estudiosos teorizam que a maré galáctica pode ter contribuído para a formação da nuvem de Oort por aumentar o periélio – maiores distâncias para o Sol – de planetesimais de grande afélio. Os efeitos da maré galáctica são muito complexos e dependem fortemente do comportamento de objetos individuais dentro de um sistema planetário. Cumulativamente, entretanto, o efeito pode ser bastante significativo: até 90% de todos os cometas que se originam na nuvem de Oort podem ser resultado da maré galáctica. Modelos estatísticos das órbitas observadas de cometas de longo período indicam que a maré galáctica é o principal meio pelo qual suas órbitas são perturbadas em direção ao Sistema Solar interior.

## Hipóteses de perturbações estelares e de estrela companheira
Acredita-se que, além da maré galáctica, o principal gatilho para enviar cometas em direção ao Sistema Solar interior seja a interação entre a nuvem de Oort e os campos gravitacionais de estrelas próximas ou nuvens moleculares gigantes. A órbita do Sol através do plano da Via Láctea às vezes o leva a uma relativa proximidade de outros sistemas estelares. Por exemplo, durante os próximos 10 milhões de anos a estrela conhecida com a maior possibilidade de perturbar a nuvem de Oort é Gliese 710. Este processo também espalha objetos da nuvem de Oort para fora do plano da eclíptica, o que potencialmente explica a sua distribuição esférica.
Em 1984, o físico Richard A. Muller postulou que o Sol possui uma companheira até hoje não detectada, uma anã marrom ou uma anã vermelha, numa órbita elíptica dentro da nuvem de Oort . Este objeto, conhecido como Nêmesis, hipoteticamente passaria através de uma porção da nuvem de Oort aproximadamente a cada 26 milhões de anos, bombardeando o Sistema Solar interior com cometas. Entretanto, até o momento nenhuma evidência de Nêmesis foi encontrada, e muitas linhas de evidência, como contagem de crateras, colocaram sua existência em dúvida. A análise científica recente não contempla mais a ideia de que as extinções na Terra acontecem em intervalos repetidos e regulares, portanto a hipótese de Nêmesis não é mais necessária.
Uma hipótese similar foi apresentada pelo astrônomo John J. Matese, da Universidade de Louisiana em Lafayette, em 2002. Ele sustenta que mais cometas estão chegando ao Sistema Solar interior a partir de uma região particular da nuvem de Oort do que pode ser explicado somente pela maré galáctica ou por perturbações estelares, e que a causa mais provável seria um objeto da massa de Júpiter em uma órbita distante. Este hipotético gigante gasoso foi apelidado Tyche. A Missão WISE (Wide-field Infrared Survey Explorer), uma pesquisa de todo o céu usando medições por paralaxe, com o objetivo de esclarecer distâncias estelares, era capaz de comprovar ou negar a hipótese Tyche. Em 2014, a NASA anunciou que a pesquisa WISE havia descartado qualquer objeto conforme havia sido definido.

## Dinâmica Newtoniana Modificada no interior da nuvem de Oort
A Dinâmica Newtoniana Modificada sugere que, às distâncias que estão do Sol, os objetos que compõem a nuvem de Oort deveriam possuir acelerações da ordem de 10−10 m/s2, estando, portanto, nos limites em que desvios das previsões newtonianas têm efeito. De acordo com esta hipótese, que foi proposta para explicar discrepâncias na curva de rotação galáctica que são mais comumente atribuídas à matéria escura, a aceleração deixa de ser linearmente proporcional à força em acelerações muito baixas. Se isto for correto, teria implicações significativas com respeito à formação e estrutura da nuvem de Oort. Entretanto, a maioria dos cosmólogos não considera a Dinâmica Newtoniana Modificada uma hipótese válida.

## Exploração futura
Ainda é preciso que sondas espaciais alcancem a nuvem de Oort. Uma proposta é utilizar uma nave propelida por uma vela solar, que levaria 30 anos para atingir o seu destino.